# Germana Cantarini
Germana Cantarini (Cremona, 14 gennaio 1964) è una boccista italiana, più volte campionessa mondiale ed europea nella raffa.
Nel 2005 ha stabilito un particolare record, riuscendo a vincere, nello stesso anno, il titolo mondiale individuale, il titolo italiano individuale ed il titolo regionale individuale.
Nel giugno 2014 conquista il 10º Titolo Italiano di Categoria A1/A Femminile e 4° consecutivo.
Nel 2017 viene nominata Commissario Tecnico della Nazionale Femminile.
Per incompatibilità di ruoli lascia l'attività agonistica femminile ma prosegue in quella maschile.
Nel settembre 2018 seguendo le direttive Federali convoca una squadra giovane ai Campionati Europei svoltisi a Sondrio.
La squadra è composta da : Morano Chiara (capitano), Chicconi Valentina , Gasperini Chiara , Morelli Flavia.
L'Italia conquista i 3 titoli in palio:
- individuale Senior con Chiara Morano
- individuale Under 23 con Flavia Morelli
- squadre Senior
In marzo 2019 ai Campionati Mondiali a San Miguel de Tucuman (Argentina) convoca la ex-compagna di Nazionale Elisa Luccarini che si aggiudica il titolo individuale.
Nel Settembre 2019, in Austria a Innsbruck, in qualità di Tecnico porta alla vittoria l'Italia nell'Europeo Femminile Individuale e a coppia con le atlete Chiara Morano e Sanela Urbano.
Sempre in quella occasione affianca il Tecnico Pallucca vincendo l'Europeo a coppia mista con gli atleti Gianluca Manuelli e Flavia Morelli.
Onorificenze
Il 23 Novembre 2020 il CONI le ha conferito la Palma d'Argento al Merito Tecnico per l'anno 2019 in riconoscimento dei risultati ottenuti in qualità di tecnico sportivo.
Dal 1997 ad oggi le erano già state conferite 3 Medaglie d'Oro, 4 Medaglie d'Argento e 1 Medaglia di Bronzo, tutte al Valore Atletico.

## Palmarès
In carriera ha conseguito i seguenti risultati:

### Campionati Mondiali
San Marino 1997 - oro nella raffa individuale
Ossana 2001 - oro nella raffa a squadre
Queven 2001 - argento nella raffa individuale
Passo Fundo 2004 - oro nella raffa a squadre
Detroit 2005 - oro nella raffa individuale
Bevagna 2009 - oro nella raffa a squadre
Roma 2010 - oro nella raffa individuale
Kaihua 2014 - argento nella raffa a squadre

### Campionati Europei
Augsburg 1998 - oro nella raffa a squadre
Predazzo 2000 - oro nella raffa a squadre
Niederstotzingen 2002 - oro nella raffa a squadre
Crema 2013 - oro nella raffa a squadre
Crema 2013 - oro nella raffa individuale

### Giochi del Mediterraneo
Pescara 2009: oro nella raffa individuale
Pescara 2009: oro nella raffa a coppia

### Open International des Sports de Boules
Mâcon 2011 - oro nella raffa individuale

### Campionati Italiani cat. A
Arezzo 1990 - oro nella raffa individuale
Cosenza 1992 - bronzo nella raffa individuale
Verona 1994 - oro nella raffa individuale
Reggio Emilia 1995 - bronzo nella raffa individuale
Firenze 1997 - oro nella raffa individuale
Spoleto (PG) 1998 - argento nella raffa individuale
Roseto degli Abruzzi (TE) 1999 - argento nella raffa individuale
Bergamo 2004 - argento nella raffa individuale
Cortona (AR) 2005 - oro nella raffa individuale
Mogliano Veneto (TV) 2007 - oro nella raffa individuale
Mantova 2016 - argento nella raffa individuale

### Campionati Italiani cat. A1
Cremona 2009 - bronzo nella raffa individuale
Brescia 2010 - bronzo nella raffa individuale
Roma Centro Tecnico Federale 2011 - oro nella raffa individuale
Roma Centro Tecnico Federale 2012 - oro nella raffa individuale
Roma Centro Tecnico Federale 2013 - oro nella raffa individuale
Roma Centro Tecnico Federale 2014 - oro nella raffa individuale

### Master F.I.B. Regione Lombardia cat. A
Voghera 2016 - 1º posto

### Campionati Regionali cat. A
Brescia 1987 - argento nella raffa individuale
Vigevano(PV) 1989 - oro nella raffa individuale
???????????? 1990 - bronzo nella raffa individuale
Vigevano(PV) 1991 - argento nella raffa individuale
Bergamo 1994 - bronzo nella raffa individuale
Limbiate(MI) 1997 - argento nella raffa individuale
Vobarno (BS) 2001 - argento nella raffa individuale
Intimiano-Capiago(CO) 2002 - oro nella raffa individuale
Sondrio 2003 - oro nella raffa individuale
Busto Arsizio(VA) 2004 - bronzo nella raffa individuale
Casalpusterlengo(LO) 2005 - oro nella raffa individuale
Vergiate(VA) 2007 - oro nella raffa individuale
Barzanò(LC) 2008 - oro nella raffa individuale
dal 2009 al 2015 non partecipa essendo di categoria A1
nel 2016 viene abolita la categoria A1 e ritorna a partecipare ai Campionati Regionali
Intimiano-Capiago(CO) 2016 - oro nella raffa individuale